# カナダ宇宙庁
カナダ宇宙庁（カナダうちゅうちょう、英: Canadian Space Agency、CSA, 仏: Agence spatiale canadienne ASC）は、カナダ政府の宇宙開発機関である。イノベーション・科学経済開発省の管轄である。
1989年3月にカナダ宇宙庁法により設置され、1990年12月に認可された。本部はケベック州ロンゲールのジョン・H・チャップマン宇宙センターである。また首都のオタワにディビッド・フロリダ研究所が、パリおよびアメリカ国内のワシントンD.C.、ケープカナベラル、ヒューストンに連絡事務所がある。ロケットの射場は所有していない。組織の規模は比較的小さく、正規の職員は575人で、他には臨時職員やインターンシップの学生などが100人程度いるだけである。その大半はジョン・H・チャップマン宇宙センターに所属している。

## 歴史
1962年のアルエット1号の打ち上げによってカナダは、旧ソ連、アメリカに次いで人工衛星を世界で3番目に製造した国となった。アルエット1号は1年間の運用を予定されていたが、実際には10年間もの長期間の運用に耐え、続けて打ち上げられたアルエット2号、ISIS-I、ISIS-IIを含め計4機の衛星によって電離層の研究は大きく促進された。この功績によって、1993年にIEEEからマイルストーンを受賞している。しかしカナダは独自のロケット射場は所有しておらず、アルエット1号は1962年9月29日6時5分(UTC)、アメリカ航空宇宙局（NASA）によってヴァンデンバーグ空軍基地から打ち上げられた。
一方1972年にはアニクA-1が打ち上げられ、これによってカナダは静止軌道上に通信衛星ネットワークを世界で初めて構築した国となった。

## カナダの宇宙開発

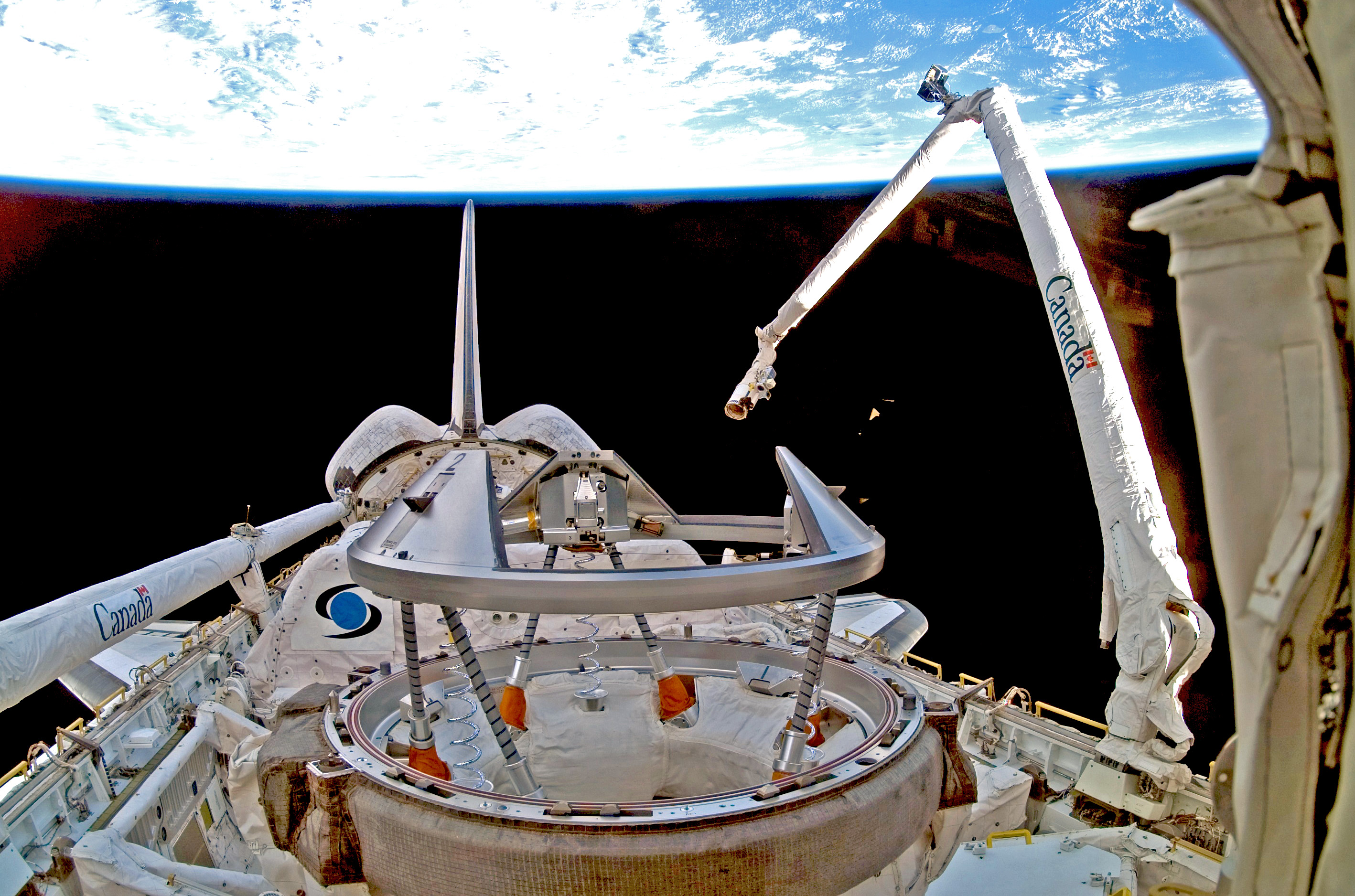
カナダアーム

カナダは自国にロケット射場を持たないこともあり、主にNASAや欧州宇宙機関（ESA）などと協力して、技術や人材を宇宙開発に貢献させている。
カナダによる技術的な貢献として特筆すべきは、カナダアームとも呼ばれるスペースシャトルのロボットアーム、そして国際宇宙ステーションに搭載されているカナダアーム2である。これらのアームにはカメラが取り付けられており、様々な場面で効率的な作業が可能となる。また、国際宇宙ステーションの建設ではスペースシャトルのカナダアームから国際宇宙ステーションのカナダアーム2へと部品が手渡しされる。なお、コロンビア号の事故を受けて、宇宙空間でスペースシャトルの外壁に損傷がないかチェックするため、カナダアームにカナダ製のセンサ付き検査用延長ブームが追加されている。

## カナダ人宇宙飛行士
2012年現在、8人のカナダ人宇宙飛行士が合計13回の有人宇宙飛行を行なっている。また、1人のカナダ人宇宙旅行者がいる。
| 名前                     | オービタ       | ミッション | 打上日         | 備考                                                       |
| ------------------------ | -------------- | ---------- | -------------- | ---------------------------------------------------------- |
| マーク・ガルノー         | チャレンジャー | STS-41-G   | 1984年10月5日  | 初のカナダ人宇宙飛行士                                     |
| ロベルタ・ボンダー       | ディスカバリー | STS-42     | 1992年1月22日  | 初のカナダ人女性宇宙飛行士                                 |
| スティーブ・マクレーン   | コロンビア     | STS-52     | 1992年10月22日 |                                                            |
| クリス・ハドフィールド   | アトランティス | STS-74     | 1995年11月12日 | ミールに滞在した唯一のカナダ人宇宙飛行士                   |
| マーク・ガルノー         | エンデバー     | STS-77     | 1996年5月19日  | 2回目の飛行                                                |
| ロバート・サースク       | コロンビア     | STS-78     | 1996年6月20日  |                                                            |
| ビオニ・トリグベイソン   | ディスカバリー | STS-85     | 1997年8月7日   |                                                            |
| ダフィッド・ウィリアムズ | コロンビア     | STS-90     | 1998年4月17日  |                                                            |
| ジュリー・ペイエット     | ディスカバリー | STS-96     | 1999年5月27日  | 国際宇宙ステーションに滞在した初のカナダ人宇宙飛行士       |
| マーク・ガルノー         | エンデバー     | STS-97     | 2000年11月30日 | 国際宇宙ステーションに滞在。3回目の飛行                    |
| クリス・ハドフィールド   | エンデバー     | STS-100    | 2001年4月19日  | 船外活動を行った初のカナダ人宇宙飛行士。2回目の飛行        |
| スティーブン・マクレーン | アトランティス | STS-115    | 2006年9月9日   | 船外宇宙活動を行った2人目のカナダ人宇宙飛行士。2回目の飛行 |
| ダフィッド・ウィリアムズ | エンデバー     | STS-118    | 2007年8月8日   | 2回目の飛行                                                |
| ロバート・サースク       | ソユーズ       | TMA-15     | 2009年5月27日  | 2回目の飛行                                                |
| ジュリー・ペイエット     | エンデバー     | STS-127    | 2009年7月15日  | 2回目の飛行                                                |
| ギー・ラリベルテ         | ソユーズ       | TMA-16     | 2009年9月30日  | 宇宙飛行士ではなく宇宙旅行者として                         |
| クリス・ハドフィールド   | ソユーズ       | TMA-07M    | 2012年12月19日 | カナダ人初のISSコマンダーを務める。3回目の飛行             |

## カナダの人工衛星
| 名前          | 打上日         | 運用終了                           | 目的                                             |
| ------------- | -------------- | ---------------------------------- | ------------------------------------------------ |
| アルエット1号 | 1962年9月29日  | 1972年                             | 電離層の探査                                     |
| アルエット2号 | 1965年11月29日 | 1975年8月1日                       | 電離層の探査                                     |
| ISIS-I        | 1969年1月30日  | 1990年                             | 電離層の探査                                     |
| ISIS-II       | 1971年4月1日   | 1990年                             | 電離層の探査                                     |
| ヘルメス      | 1976年1月17日  | 1979年11月                         | 通信衛星試験機                                   |
| RADARSAT-1    | 1995年11月4日  | 2013年4月通信途絶により運用終了か? | 商用地球観測衛星                                 |
| MOST          | 2003年6月30日  | 運用中                             | 宇宙望遠鏡                                       |
| SCISAT-1      | 2003年8月12日  | 運用中                             | 大気観測衛星                                     |
| RADARSAT-2    | 2007年12月14日 |                                    | 商用地球観測衛星                                 |
| NEOSSat       | 2013年2月25日  |                                    | 地球に接近する小天体観測衛星                     |
| SAPPHIRE      | 2013年2月25日  |                                    | 軍事衛星/デブリ監視衛星                          |
| CASSIOPE      | 2013年9月29日  |                                    | CAScade, Smallsat and IOnospheric Polar Explorer |

上記以外にもTelesat Canada社によって以下の商用衛星が打ち上げられている。
アニク（Anik）
15機が打ち上げられ、うち4機は現在も運用中。
Nimiq
3機が打ち上げられ、全てBell ExpressVuにより現在も運用中。
M-Sat 1
1996年4月20日に打ち上げられた。

## 施設
- ジョン・H・チャップマン宇宙センター (John H. Chapman Space Centre)
- ディビッド・フロリダ研究所 (David Florida Laboratory)
- フォート・チャーチル射場 (Fort Churchill)